# Falles 1994
L'any 1994 les Falles de València es van celebrar enmig de diferents canvis socials i estètics, que en el món faller es van traduir en l'inici d'un gegantisme estètic, la consolidació del porexpan o suro blanc com a material de construcció d'aquestes, o l'inici de la pèrdua de la crítica fallera, tendències que es consolidarien plenament durant la dècada dels 2000.
La falla de la Plaça de l'Ajuntament va ser 50 aniversari, de Josep Martínez Mollà, va fer 30 metres d'altura i va costar 22 milions de pessetes. Estava dedicada a l'aniversari del Gremi d'artistes fallers, a monuments històrics i a l'evolució de les falles. El ninot indultat, anomenat fallers del futur, va ser obra de Pepe Puche per a Arxiduc Carles-Xiva. Va rebre més de la meitat dels vots a l'Exposició del ninot, més de 10.000 d'aproximadament 20.000 vots totals. El primer premi infantil de secció especial va ser per a l'arbre de la vida, d'un jove Francisco López Albert per a Bisbe Amigó-Conca, que portava quinze anys sense participar en secció especial i que aquell any ho va fer per a celebrar el seu 25 aniversari.

## Premis de falla a secció especial
| Premi    | Comissió                                         | Lema                         | Artista                      | Altura    | Pressupost (ptes) |
| -------- | ------------------------------------------------ | ---------------------------- | ---------------------------- | --------- | ----------------- |
| 1r premi | Falla 9 - Na Jordana                             | El verí del teatre           | Miquel Santaeulàlia          | 20 metres | 18 milions        |
| 2n premi | Falla 11 - Plaça de la Mercé                     | Anys de vaques flaques       | Josep Pascual Ibáñez, Pepet  | 22 metres | 16 milions        |
| 3r premi | Falla 197 - Monestir de Poblet-Aparicio Albiñana | Tocando fondo                | Alberto Rajadell             | 30 metres | 15 milions        |
| 4t premi | Falla 339 - Falla Blanqueries                    | Camas                        | Agustín Villanueva i Ortifus | 16 metres | 12,5 milions      |
| 5è premi | Falla 34 - Plaça del Pilar                       | Il·lusions que no ens falten | Alfredo Ruiz Ferrer          | 17 metres | 15 milions        |
| 6è premi | Falla 12 - Convent Jerusalem-Matemàtic Marçal    | Vanitats                     | Pascual Calleja              | 18 metres | 9 milions         |
| 7è premi | Falla 55 - Sapadors-Vicent Lleó                  | Mites                        | Juan Miguel Delegido         | 16 metres | 5 milions         |

## Falles i premis
La falla guanyadora va ser la de Na Jordana, que tenia per motiu central el teatre i un William Shakespeare d'excel·lent factura tècnica com a figura principal del remat. Aquell any, Na Jordana va iniciar la tradició de vestir els ninots, com es feia antigament, però amb la particularitat d'utilitzar dissenys d'avantguarda. La falla incloïa escenes inspirades en diferents gèneres teatrals i on criticava a diferents polítics. També crítica fou la Falla de la Plaça de la Mercé, plantada per Pepet, on es representava als principals polítics com a micos damunt d'una vaca eixugada.
Pel que a les altres falles, aquell any van destacar dos propostes que van rebre una puntuació menor a l'esperada per part del jurat de la Junta Central Fallera. La Falla del Pilar va plantar aquell any un prestidigitador de 17 metres amb els braços en creu, una imatge semblant a la de Jesucrist crucificat, en un monument on es criticava la manipulació del poder. L'estil utilitzat va ser una línia estètica austera, defugint de l'acabat naturalista de les falles del moment. La falla rebé un cinqué premi molt criticat a la comissió del barri de Velluters. També arriscada fou la proposta de Blanqueries amb Camas, crítica al Sistema sanitari que va rebre puntuacions de primer premi però que finalment, i a causa de la innovació de la proposta, va rebre sols el quart premi.